# دفترچه خاطرات یک روانی
دفترچه خاطرات یک روانی (کره‌ای: 싸이코패스 다이어리) یک مجموعه تلویزیونی محصول کره جنوبی سال ۲۰۱۹ با بازی یون شی یون، جونگ این سون و پارک سونگ هون است. این مجموعه از ۲۰ نوامبر تا ۹ ژانویه ۲۰۲۰ روزهای چهارشنبه و پنجشنبه ساعت ۲۱:۳۰ (کی‌اس‌تی) از تی‌وی‌ان پخش شد.

## خلاصه داستان
یوک دونگ شیک (یون شی یون)، یک تحلیلگر در شرکت اوراق بهادار ده‌هان است. او که شخصیتی ترسو دارد حتی نمی‌تواند از افرادی که او را با دیدهٔ تحقیر می‌نگرند عصبانی شود. یک روز، اندکی پس از یک خودکشی ناموفق، او تبدیل به شاهد یک قتل می‌شود و ناخواسته دفترچه خاطرات قاتل را به دست می‌آورد، که در آن نقشه قتل‌های او، به تفصیل نوشته شده‌است. یوک دونگ شیک با دفتر خاطرات فرار می‌کند، اما به‌طور تصادفی با ماشین گشتی افسر پلیس شیم بو کیونگ (جونگ این سون) تصادف می‌کند که باعث می‌شود وی دچار فراموشی خاطرات گذشتهٔ خود شود. یوک دونگ شیک که به یاد نمی‌آورد دفترچه را چگونه به دست آورده به اشتباه گمان می‌کند که آن قاتل روانی خود اوست. بر همین اساس رفتار او شروع به تغییر می‌کند. شیم بو کیونگ هم تصمیم دارد قاتل سریالی را دستگیر کند.
در همین حال معلوم می‌شود که سو این وو (پارک سونگ هون)، مدیر و پسر رئیس شرکت اوراق بهادار ده‌هان که یوک دونگ شیک در آن کار می‌کند، قاتل سریالی اصلی روانی است و از زمان گم شدن دفترچه خاطرات احساس ناامنی می‌کند.

## بازیگران

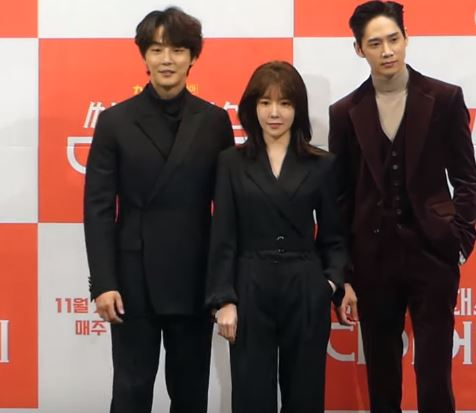
گروه بازیگران اصلی

### اصلی
- یون شی یون در نقش یوک دونگ شیک، مردی ترسو که به عنوان تحلیلگر در یک شرکت بورس فعالیت می‌کند. شخصیت ضعیف او از زمانی که باور می‌کند یک قاتل روانی است تغییر می‌کند.[۵]
- جونگ این سون در نقش شیم بو کیونگ، یک افسر گشت‌زنی.[۶]
- پارک سونگ هون در نقش سو این وو، قاتل سریالی واقعی روانی که همچنین مدیر همان شرکت اوراق بهاداری است که یوک دونگ شیک در آن کار می‌کند.[۵]

### مکمل

#### اطرافیان یوک دونگ شیک
- لی هان وی در نقش یوک جونگ چول، پدر دونگ شیک
- هوانگ گوم بیول در نقش یوک جی یون، خواهر بزرگتر دونگ شیک
- کیم گیول در نقش جو یونگ گو، شوهر خواهر دونگ شیک[۷]
- جونگ سو بین در نقش یوک دونگ چان، برادر کوچکتر ناتنی دونگ شیک[۸]
- سو هی جونگ در نقش نا این هه، نامادری دونگ شیک مادر دونگ چان
- هو سونگ ته در نقش جانگ چیل سونگ، گانگستری که در واحد شماره ۷۰۸ زندگی می‌کند.

#### اطرافیان شیم بو کیونگ
- چوی سونگ وون در نقش هو تک سو، پارتنر بو کیونگ
- کیم میونگ سو در نقش شیم سوک گو، پدر بو کیونگ و کارآگاه سابق پلیس
- لی کان هی در نقش لی سوک یون، مادر بو کیونگ
- لی هه یونگ در نقش افسر ریو جه جون

#### اطرافیان سو این وو
- پارک جونگ هاک در نقش سو چونگ هیون، پدر این وو و رئیس شرکت اوراق بهادار ده‌هان
- یو بی در نقش سو جی هون، برادر ناتنی این وو
- یون یه هی در نقش کیم اون شیل، همسر چونگ هیون و مادر جی هون
- کیم هه نا در نقش سو جی اون، خواهر ناتنی این وو
- لیم ایل گیو در نقش کیم چان ایل
- هان سو هیون در نقش کیم مو سوک

#### مردم در شرکت اوراق بهادار ده‌هان
- چوی ده چول در نقش گونگ چان سوک، مدیر تیم ۳ و رئیس دونگ شیک. او فردی خودخواه و بی‌ادب است.
- کیم کی دو در نقش پارک جه هو، عضو تیم تحلیل یوک دونگ شیک که ادعا می‌کند بهترین دوست دونگ شیک است.
- جو شی نه در نقش هان جونگ آه، همکار دونگ شیک
- لی مین جی در نقش اوه مین جو
- چوی ته هوان در نقش شین سوک هیون[۹]
- هوانگ سون هی در نقش جو یو جین[۹]

### سایر بازیگران
- گو جا گون در نقش یک قلدر

### حضور ویژه
- جونگ هه کیون در نقش کیم میونگ گوک، یک مرد بی‌خانمان (قسمت ۱–۲)
- یورا در نقش دختری با یک سگ در پارک (قسمت ۲)
- نام جونگ هی در نقش قربانی قتل (قسمت ۲)
- جو یون هو در نقش تازه‌کار چیل سونگ (قسمت ۲)
- هان جی اون در نقش یک زن (قسمت ۲)
- یون جی اون در نقش جو یونگ مین (قسمت ۴–۵)
- لی هیون وونگ در نقش اوه میونگ دال (قسمت ۱۲–۱۳، ۱۶)

## تولید
نخستین جلسهٔ فیلمنامه خوانی در اوت ۲۰۱۹ در سانگام-دونگ، سئول، کره جنوبی انجام شد.

## آمار بینندگان
| فصل | فصل | شمارهٔ قسمت | شمارهٔ قسمت | شمارهٔ قسمت | شمارهٔ قسمت | شمارهٔ قسمت | شمارهٔ قسمت | شمارهٔ قسمت | شمارهٔ قسمت | شمارهٔ قسمت | شمارهٔ قسمت | شمارهٔ قسمت | شمارهٔ قسمت | شمارهٔ قسمت | شمارهٔ قسمت | شمارهٔ قسمت | شمارهٔ قسمت | میانگین |
| فصل | فصل | ۱          | ۲          | ۳          | ۴          | ۵          | ۶          | ۷          | ۸          | ۹          | ۱۰         | ۱۱         | ۱۲         | ۱۳         | ۱۴         | ۱۵         | ۱۶         | میانگین |
| --- | --- | ---------- | ---------- | ---------- | ---------- | ---------- | ---------- | ---------- | ---------- | ---------- | ---------- | ---------- | ---------- | ---------- | ---------- | ---------- | ---------- | ------- |
|     | ۱   | ۴۴۰        | ۳۲۹        | ۴۵۱        | ۵۷۰        | ۵۶۳        | ۵۸۶        | ۶۱۳        | ۵۸۲        | ۵۰۷        | ۳۹۸        | ۴۲۶        | ۵۷۲        | ۵۰۲        | ۶۱۵        | ۷۱۹        | ۷۱۰        | ۵۳۶     |

| قسمت | تاریخ پخش اصلی | میانگین سهم مخاطب (Nielsen Korea) | میانگین سهم مخاطب (Nielsen Korea) |
| قسمت | تاریخ پخش اصلی | سراسر کشور                        | سئول                              |
| --- | -------------- | --------------------------------- | --------------------------------- |
| ۱ | ۲۰ نوامبر ۲۰۱۹ | ۱٫۷۶۶٪                            | ۱٫۷۳۰٪                            |
| ۲ | ۲۱ نوامبر ۲۰۱۹ | ۱٫۴۶۳٪                            | ۱٫۳۶۱٪                            |
| ۳ | ۲۷ نوامبر ۲۰۱۹ | ۱٫۹۲۸٪                            | ۲٫۰۵۷٪                            |
| ۴ | ۲۸ نوامبر ۲۰۱۹ | ۲٫۲۰۶٪                            | ۲٫۱۷۴٪                            |
| ۵ | ۴ دسامبر ۲۰۱۹  | ۲٫۳۶۸٪                            | ۲٫۵۰۷٪                            |
| ۶ | ۵ دسامبر ۲۰۱۹  | ۲٫۲۱۲٪                            | ۲٫۳۴۶٪                            |
| ۷ | ۱۱ دسامبر ۲۰۱۹ | ۲٫۴۲۴٪                            | ۲٫۸۶۶٪                            |
| ۸ | ۱۲ دسامبر ۲۰۱۹ | ۲٫۲۹۹٪                            | ۲٫۷۸۲٪                            |
| ۹ | ۱۸ دسامبر ۲۰۱۹ | ۲٫۰۱۴٪                            | ۲٫۰۹۹٪                            |
| ۱۰ | ۱۹ دسامبر ۲۰۱۹ | ۱٫۶۹۳٪                            | ۱٫۹۵۴٪                            |
| ۱۱ | ۲۵ دسامبر ۲۰۱۹ | ۱٫۷۰۸٪                            | ۲٫۰۲۵٪                            |
| ۱۲ | ۲۶ دسامبر ۲۰۱۹ | ۲٫۲۹۵٪                            | ۲٫۷۱۸٪                            |
| ۱۳ | ۱ ژانویه ۲۰۲۰  | ۱٫۹۳۹٪                            | ۲٫۲۱۳٪                            |
| ۱۴ | ۲ ژانویه ۲۰۲۰  | ۲٫۴۲۳٪                            | ۲٫۶۳۳٪                            |
| ۱۵ | ۸ ژانویه ۲۰۲۰  | ۲٫۶۸۵٪                            | ۲٫۷۶۲٪                            |
| ۱۶ | ۹ ژانویه ۲۰۲۰  | ۲٫۹۸۳٪                            | ۳٫۳۷۲٪                            |
| میانگین | میانگین        | ۲٫۱۵۰٪                            | ۲٫۳۵۰٪                            |
| - در جدول بالا اعداد آبی کمترین رتبه و اعداد قرمز بیشترین رتبه را نشان می‌دهند. - این درام از یک کانال کابلی/پولی تلویزیون پخش می‌شود که در مقایسه با تلویزیون آزاد/پخش کننده‌های عمومی (اس‌بی‌اس، کی‌بی‌اس، ام‌بی‌سی و ئی‌بی‌اس) به‌طور معمول مخاطبان نسبتاً کمتری دارد. |                |                                   |                                   |